# Adhemar Canavesi
Adhemar Canavesi (Montevidéu, 18 de agosto de 1903 — 14 de novembro de 1984) foi um futebolista uruguaio, campeão olímpico.

## Carreira
Zagueiro, começou a sua carreira no Bella Vista, tranferindo-se posteriormente para o Peñarol, onde foi campeão do primeiro Campeonato Uruguaio de futebol na era profissional em 1932, ostentando a faixa de capitão.
Integrou o plantel da seleção de futebol de seu país que foi medalha de ouro nos Jogos Olímpicos de 1928, disputados em Amsterdã. Ainda disputou com a Celeste Olímpica o campeonato sul-americano (atual Copa América) de 1927, em Lima, na qual a equipe uruguaia foi vice-campeã.